# ایکاریس
ایکاریس (به انگلیسی: Ikaris) یک شخصیت خیالی در کتاب‌های کامیک آمریکایی منتشر شده توسط مارول کامیکس است. این شخصیت توسط جک کربی خلق شده‌است؛ که برای اولین بار در شمارهٔ ۱ از جاودانگان (ژوئیه ۱۹۷۶) حضور پیدا کرد. او یکی از اعضای اترنالز، نژادی جاودانه باستانی و بسیار قدرتمند متشکل از ابرقهرمانان در مارول کامیکس به‌شمار می‌رود. ایکاریس ۲۰٬۰۰۰ سال پیش در پولوریا، منطقه‌ای در سیبری کنونی به دنیا آمد. او پسر ویراکو و تولاین است و نامش برگفته از شخصیت افسانه‌ای در اساطیر یونانی ایکاروس می‌باشد.
در دنیای سینمایی مارول، ریچارد مدن هنرپیشه اسکاتلندی در فیلم اترنالز (۲۰۲۱) وظیفه بازی در این نقش را بر عهده دارد.